# Intimidation en droit canadien
Pour un article plus général, voir Intimidation.
En droit canadien, l'intimidation désigne un « comportement répété qui a pour intention de causer ou dont ou devrait savoir qu’il va causer un sentiment de peur, d’humiliation, de détresse ou d’autres formes de préjudices à une personne en ce qui a trait à sa condition physique, ses sentiments, son estime de soi, sa réputation ou ses biens »
L'intimidation peut être abordé sous plusieurs angles, notamment le droit pénal, mais également la common law canadienne et le droit civil québécois.  

## Droit pénal canadien
Une infraction pénale d'intimidation est prévue à l'article 423 du Code criminel : 

« 423 (1) Est coupable soit d’un acte criminel passible d’un emprisonnement maximal de cinq ans, soit d’une infraction punissable sur déclaration de culpabilité par procédure sommaire quiconque, injustement et sans autorisation légitime, dans le dessein de forcer une autre personne à s’abstenir de faire une chose qu’elle a légalement le droit de faire, ou à faire une chose qu’elle peut légalement s’abstenir de faire, selon le cas :
a) use de violence ou de menaces de violence envers cette personne, ses enfants ou son partenaire intime, ou endommage ses biens;
b) intimide ou tente d’intimider cette personne ou un parent de cette personne par des menaces de violence ou d’un autre mal, ou de quelque peine, à elle ou à l’un de ses parents, ou de dommage aux biens de l’un d’entre eux, au Canada ou à l’étranger;
c) suit avec persistance cette personne;
d) cache des outils, vêtements ou autres biens, possédés ou employés par cette personne, ou l’en prive ou fait obstacle à l’usage qu’elle en fait;
e) avec un ou plusieurs autres, suit désordonnément cette personne sur une grande route;
f) cerne ou surveille le lieu où cette personne réside, travaille, exerce son activité professionnelle ou se trouve;
g) bloque ou obstrue une grande route. »

L'article 423.1 C.cr. concerne l'intimidation d’une personne associée au système judiciaire ou d’un journaliste.
L'article 423.2 C.cr. crée une infraction relativement à l'intimidation en lien avec l'obtention de services de santé.
L'article 51 C.cr. prévoit que l'intimidation du Parlement ou d'une législature est un acte criminel.

### Contexte particulier de la violence conjugale
Des tribunaux canadiens ont condamné des conjoints violents pour intimidation dans des contextes de violence conjugale. Fréquemment, un conjoint violent intimide sa conjointe ou son ex-conjointe en la menaçant pour ne pas qu’elle rapporte l’abus subi, ou alors pour ne pas qu’elle participe aux procédures judiciaires enclenchées contre lui,,,.
L’intimidation d’une partenaire ou d’une ex-partenaire peut prendre de nombreuses formes et poursuivre une multitude d’objectifs à court terme, avec comme moyen premier d’affirmer son contrôle sur la victime. Dans R c Trépanier, l’accusée est déclarée coupable d’avoir notamment intimidé son ex-conjoint et la nouvelle conjointe de ce dernier. L’accusée usurpe l’identité de son ex-conjoint et envoie un courriel à la nouvelle conjointe pour lui annoncer qu’une « menace plane sur eux », ce qui crée de la peur et de la panique. Puis elle envoie une mise en demeure à son ex-conjoint pour exiger qu’il rompe avec sa nouvelle conjointe. Dans Veillette c R, l’accusé continue de demeurer avec sa conjointe alors qu’elle lui demande de quitter sa résidence. La Cour déclare l’accusé coupable d’intimidation alors qu’il laisse planer « qu’il connaissait des motards, que lui-même montrait [sic] tatouages, qu’il avait déjà tué une personne, qu’il avait déjà fait douze ans de pénitencier, qu’il avait des amies motards, et que pour lui il pourrait refaire ce qu’il avait déjà fait».

## Common law canadienne
En common law canadienne, lorsqu'une campagne d'intimidation crée un risque crédible que l'intimidation entraînera un passage à l'acte vers la violence physique, le délit civil de voie de fait peut trouver application, car ce délit civil n'englobe pas seulement les violences physiques, il inclut aussi les menaces crédibles de passer à l'action, d'après l'arrêt Warman de la Cour supérieure de justice de l'Ontario et les auteurs Linden, Klar et Feldhausen.

## Droit civil québécois
Sous l'angle du droit civil québécois, l'intimidation est une faute extracontractuelle au sens de l'article 1457 du Code civil du Québec et de la doctrine des auteurs Baudouin, Deslauriers et Moore